# かりんちゃんバス
かりんちゃんバスは、長野県諏訪市で運行されているコミュニティバス。アルピコ交通（通称・諏訪バス）が諏訪市より委託を受け運行している。かりんちゃん子バスはアルピコ交通のほか、諏訪交通、第一交通が委託を受けている。

## 概要
地域住民の生活の足の確保、観光客への利便性向上、渋滞解消や環境への配慮などを目的に、1999年9月に運行開始。
運賃は、大人150円、小児80円。回数券や一日乗車券などもある。

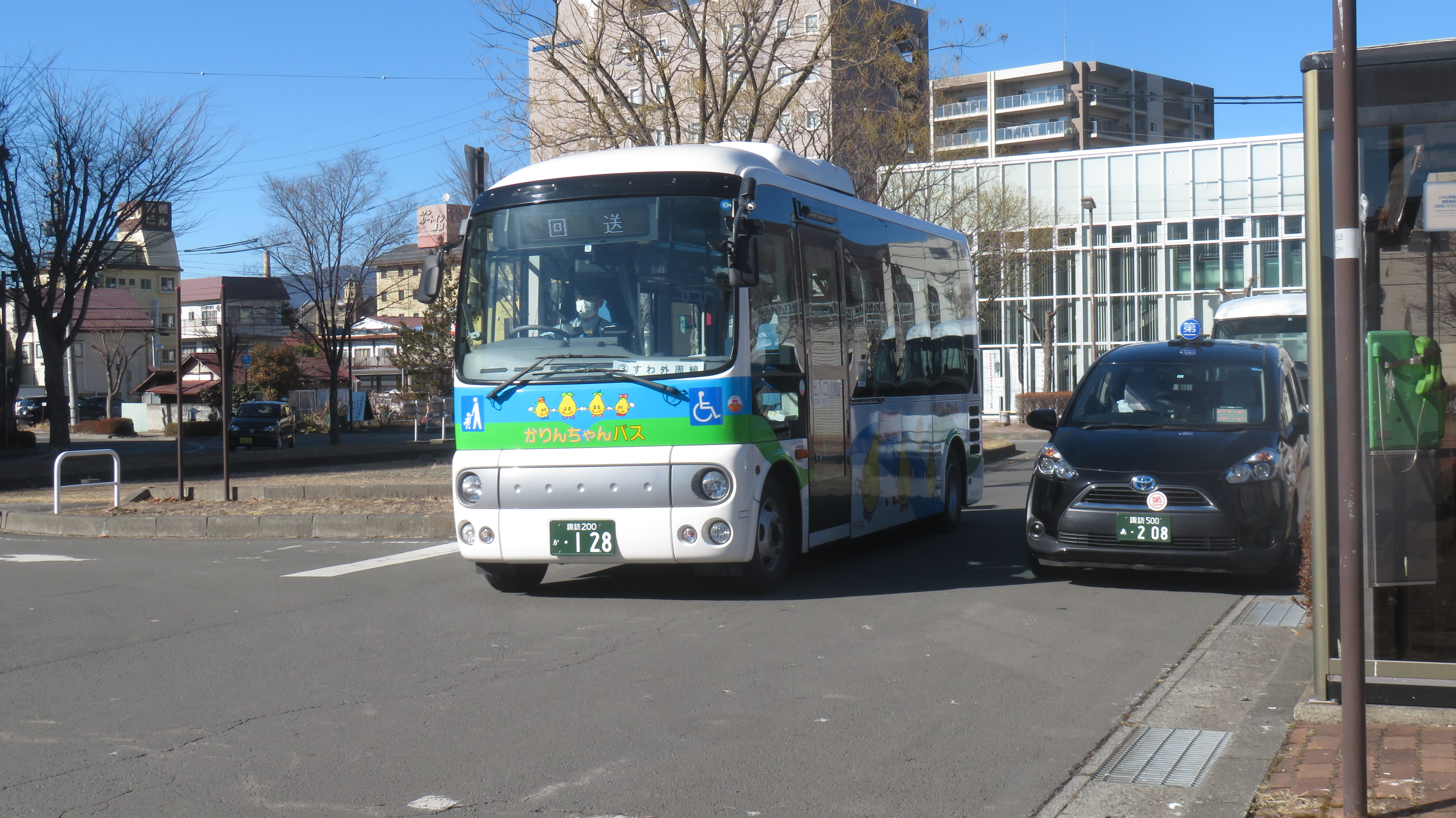
アルピコ交通所有　日野ポンチョ

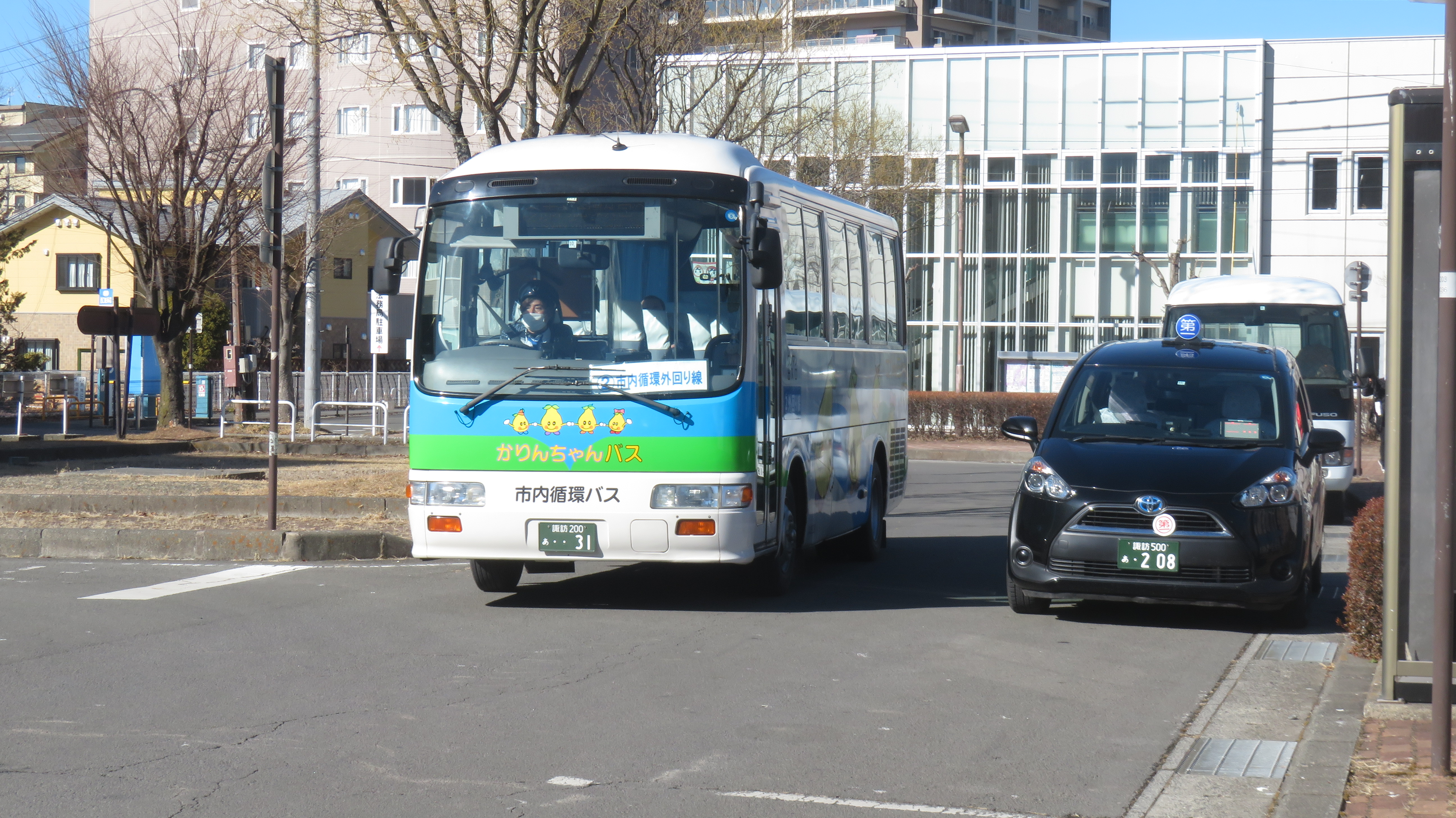
アルピコ交通所有　日野リエッセ

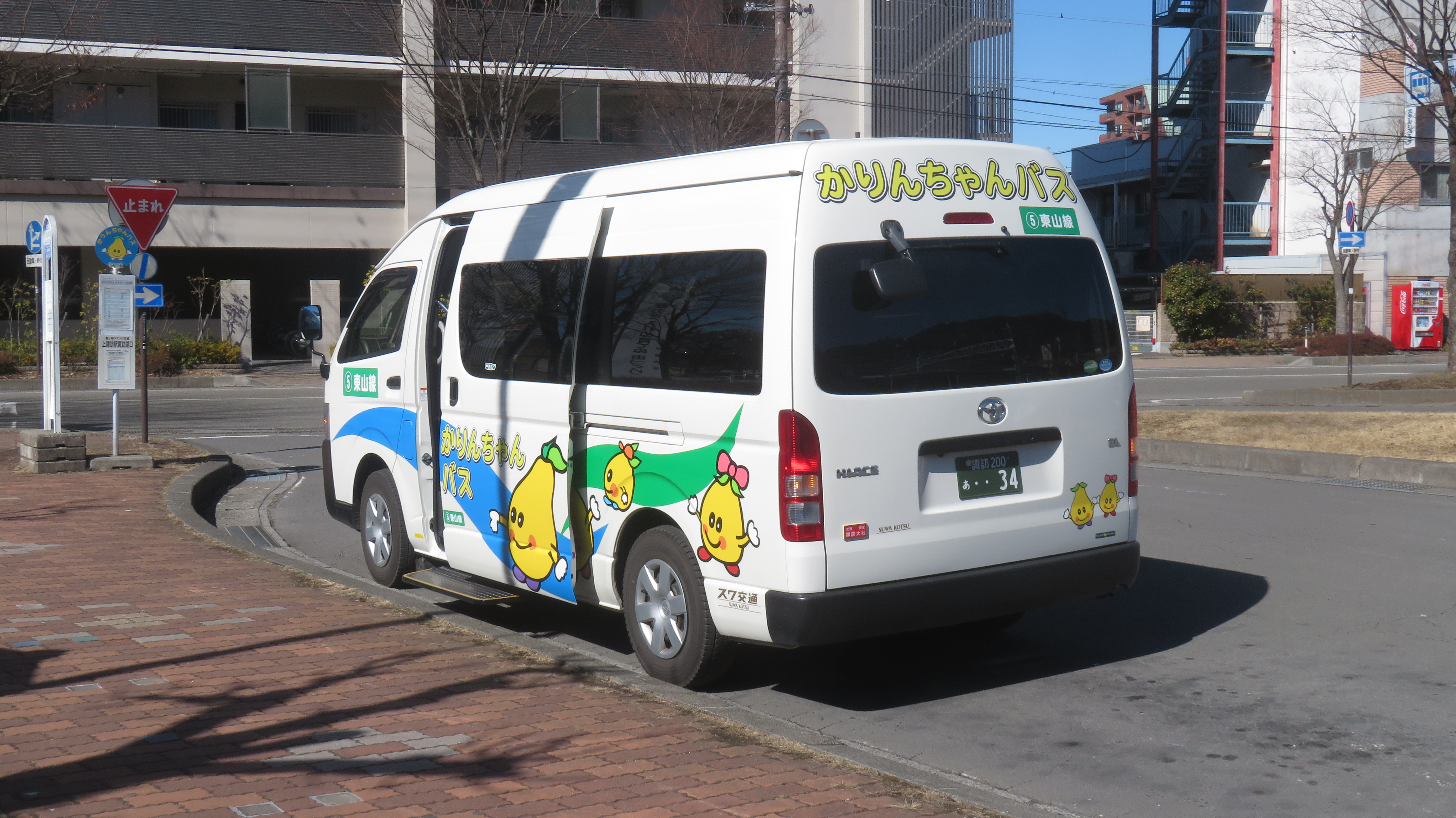
諏訪交通所有　トヨタハイエース

## 路線

### 市内循環・内回り線
諏訪ステーションパークを起点に、四賀赤沼方面へ向かい、上諏訪地区、豊田地区、中洲地区を通って同所に戻る循環路線。1周の所要時間は約1時間45分で、1日7本の運転がある。
停留所
諏訪ステーションパーク →沖田町 → 飯島 → 上赤沼 → 赤沼保育園入口 → 下赤沼 → 四賀赤沼 → 北福島入口 → 流通業務団地 → 杉菜池 → 上川 → ハローワーク前 → 高島4丁目 → 島崎橋西 → 島崎 → 高島城前 → 諏訪市役所 → 小和田南 → 清水町野球場前 → 三線清水町 → 総合福祉センター → 三線末広 → 並木通り → 上諏訪駅霧ヶ峰口（東口） → 片倉館前 → D51前 → 日赤病院 → ヨットハーバー前 → 原田泰治美術館 → 渋崎入口 → すわっこランド → 渋崎入口 → 渋崎温泉前 → 渋崎 → 文出第二公民館前 → 文出舟渡川下 → 文出舟渡川上 → 工業団地入口 → 文出 →文出西 →小川 → 小川中 → 小川下 →  有賀 → 西友諏訪湖南店 →四ツ谷橋 → 下金子北 → 下金子 → 下金子東 → 福島南 → 中金子下 → 中金子中 → 中洲小学校入口 → 中洲保育園前 → 上金子公民館前 → 上金子入口 → 上社 → 神社前 → どんどん橋 → 南町 → 諏訪ステーションパーク南→諏訪ステーションパーク

### 市内循環・外回り線
諏訪ステーションパークを起点に、諏訪大社・上社方面へ向かい、豊田地区、上諏訪地区、四賀地区を通って同所に戻る循環路線。1周の所要時間は約1時間45分で、1日6本の運転がある。
停留所
諏訪ステーションパーク →諏訪ステーションパーク南→ 南町 → どんどん橋 →  神社前 → 上社 → 上金子入口 → 上金子公民館前 → 中洲保育園前 → 中金子農協前 → 中金子中 → 中金子下 → 福島南 → 下金子東 → 下金子 → 下金子北 → 四ツ谷橋 → 西友諏訪湖南店→ 有賀 → 小川下 → 小川中 → 小川  →文出西→ 文出→工業団地入口 → 文出舟渡川上 → 文出舟渡川下 → 文出第二公民館前 → 渋崎 → 渋崎温泉前 → 渋崎入口 → すわっこランド → 渋崎入口 → 原田泰造美術館→ヨットハーバー前→日赤病院→Ⅾ1前→片倉館前→温泉街通り→上諏訪駅諏訪湖口→ 衣之渡橋 → 高島城前 → 島崎 → 島崎橋西 → JA城南支所前 → ハローワーク前 → 上川 → 杉菜池 →  流通業務団地 → 北福島入口 →四賀赤沼→下赤沼 → 赤沼保育園入口 → 上赤沼 → 飯島 → 諏訪ステーションパーク南 → 諏訪ステーションパーク

### すわ外周線
諏訪日赤病院や、上諏訪駅諏訪湖口（西口）を起点に、四賀地区、諏訪ステーションパーク、諏訪大社、湖南地区、suwaガラスの里、すわっこランドを通ってほぼ
同所に戻る路線。1周の所要時間は約1時間で、1日３本の運転がある。
停留所
日赤病院→ Ⅾ1前→片倉館前→足湯前→北澤美術館本館→中大和→浜沢→ 温泉街通り→ 上諏訪駅諏訪湖口（西口）→ 中町→ 角間橋→ 清水坂下→赤羽根 → 細久保→ 白狐入口→ 四賀出張所前四賀桑原→  中神戸 → 沖田町→ 諏訪ステーションパーク→諏訪ステーションパーク南→南町→どんどん橋→神社前→上社→上社北参道→中洲郵便局前→上社旧道口→唐沢橋→大熊→北大熊→湖南公民館入口→南真志野→北真志野→湖南局前→蓼宮橋→有賀→峠入口→北有賀公民館→北有賀→suwaガラスの里→クリーンレイク諏訪→すわっこランド→渋崎入口→原田泰造美術館→ヨットハーバー前→日赤病院→片倉館前→足湯前→北澤美術館本館→中大和→浜沢→温泉街通り→上諏訪駅諏訪湖口（西口）

### すわライナー
豊田地区や、諏訪日赤病院を起点に、四賀地区、福島地区、諏訪大社、suwaガラスの里、すわっこランドを通ってほぼ同所に戻る路線。1周の所要時間は約1時間で、1日３本の運転がある。
停留所
日赤病院 → Ⅾ５１前→ 片倉館前→足湯前→北澤美術館本館→中大和→浜沢→上諏訪駅霧ヶ峰口（東口）→中町→角間橋→清水坂下→税務署入口→清水町体育館→諏訪実業高校前→細久保→四賀普門寺→鷹野橋下→福島新町入口→福島入口→福島公民館前→下金子東→下金子→下金子公民館前→田辺東→田辺西→湖南団地入口→中洲郵便局前→上社→中洲郵便局前→上社旧道口→大熊→北大熊→湖南公民館→南真志野→北真志野→湖南局前→蓼宮橋→有賀→峠入口→北有賀公民館→北有賀→suwaガラスの里→クリーンレイク諏訪→すわっこランド→渋崎入口→原田泰造美術館→ヨットハーバー前→日赤病院→（最終便のみ）医師会館前→並木通り→上諏訪駅駅諏訪湖口（西口）

### かりんちゃん子バス東山線
上諏訪駅から、上諏訪山の手地区、上諏訪地区を通り、諏訪市の主なスーパーマーケットを経由する往復路線。所要時間は約1時間15分で、1日8往復の運転がある。
停留所
上諏訪駅諏訪湖口（西口） → 並木通り →  諏訪市文化センター→  日赤病院→  高島城前 → 島崎 → 島崎橋西 → 西友諏訪城南店 → 城南 → 綿半ホームエイド → 諏訪実業高校前 → 清水町体育館前 → 三線清水町→   総合福祉センター→ 三線末広→上諏訪駅諏訪湖口（西口）→ 諏訪郵便局前→ 中町東 → 旧道角間橋→  清陵入口→地蔵寺前→ 二葉高校前→尾玉町入口 →  ロータリー→尾玉町入口 →山の神 下→ 山の神→ 立石町→ 立石神社下 → 桜ヶ丘→ 桜ヶ丘団地入口 → 茶臼山 → 温泉寺 → 湯の脇一丁目 → 先の宮神社前 → 先宮踏切→ 温泉街通り → 旧道角間橋 → 上諏訪駅諏訪湖口（西口） 

### かりんちゃん子バス 大和四賀線
2012年10月1日に運転開始。一日4,5往復。最終便のみ、神戸公民館止まり。諏訪市大和から諏訪市の主なスーパーマーケットを経由して四賀神戸公民館にて、折り返し運転をして、大和1区(聖母寮)が終点。ジャンボタクシー(アルピコタクシー、第一交通は、トヨタハイエースグランドキャビン。諏訪交通は、日産キャラバンにて運行。)
公共交通機関であるため、停留所の名前を主要スーパーを除き会社名の使用をしなくなった。
停留所
大和1区→旧道大和1区→大和２区→大和区公民館前→先宮神社→先宮踏切→上諏訪駅霧ヶ峰口（東口）→並木通り→諏訪市文化センター→日赤病院→高島城前→島崎→島崎橋西→西友諏訪城南店→城南→綿半ホームエイド→細久保→白狐入口→四賀出張所前→四賀桑原→中神戸→ 神戸公民館前→一里塚→四賀小下→立畷川→桑原城下→足長神社下→普門寺公民館前→火の見櫓→旧道細久保→旧道赤羽根→税務署前→清水町野球場前→城南→綿半ホームエイド諏訪店→西友諏訪城南店→島崎橋西→島崎→高島城前→日赤病院→諏訪市文化センター→並木通り→上諏訪駅霧ケ峰口(東口)→先宮踏切→先宮神社→大和区公民館前→大和２区→旧道大和1区→大和1区。(2024年4月ダイヤ改正)

### かりんちゃん子バス東西線
2021年4月1日に運転開始。運行会社は諏訪交通(本社諏訪市四賀武津)。運営元は諏訪タクシー協会。撤退した、霧ヶ峰線と西山線を統合した路線。諏訪市を東から西へ横断する為、東西線と名付けられた。新田上から、上諏訪地区、豊田地区、四賀地区、中洲地区、上川地区、城南地区、高島地区の諏訪市の主なスーパーマーケットを経由する往復路線。所要時間は約2時間で、1日５，６往復運転がある。
4便のみ新田上発、上諏訪駅諏訪湖口(西口)までとなっている。
立石公園へは行けない。
ご年配の方から高校生まで幅広い年齢層が乗られる。平均利用者は1日平均40〜50人程で、地元の方からは大変人気の路線である。
使用車両は、トヨタハイエースコミューターで最大13人同時乗車可能。冬季は積雪が多い路線の為、フルタイム4WDの車両。
自動音声と降車ボタンがついている為、ハイエースながらもしっかりとしたバスである。
停留所
新田上→新田村中→新田たばこ屋前→新田下→くるみ台団地→金山団地入口→ 山の神→ 山の神下→ 二葉高校前→ 地蔵寺前→清陵入口→ 総合福祉センター→ 三線末広→ 上諏訪駅諏訪湖口（西口）→ 並木通り→ 諏訪市文化センター→ 日赤病院→ 高島城前→ 島崎→ 島崎橋西→ 西友諏訪城南店→ 綿半ホームエイド→ 細久保→ 四賀普門寺→ 鷹野橋下→ 福島新町入口→ 福島入口→ 福島公民館前→ 下金子東→ 下金子→ 下金子公民館前→ 田辺東→ 田辺西→ 大熊→ 北大熊→ 湖南公民館入口→南真志野→北真志野→ 湖南局前→ 蓼宮橋→ 有賀→ 西友諏訪湖南店→ 四ツ谷橋→ 杉菜池→ 上川→ ハローワーク前→ 西友諏訪城南店→ 島崎橋西→ 島崎→ 高島城前→ 日赤病院→ 諏訪市文化センター→並木通り→ 上諏訪駅諏訪湖口（西口）→ 三線末広→ 総合福祉センター→ 清陵入口→ 地蔵寺前→ 二葉高校前→ 山の神下→ 山の神→ 金山団地入口→ くるみ台団地→ 新田下→ 新田たばこ屋前→ 新田村中→ 新田上